# 拟扁果草
拟扁果草（学名：Enemion raddeanum）为毛茛科拟扁果草属下的一个种。